# 一氟化硼
一氟化硼，或亚硼基氟，是一种化学式为BF的化合物，每个分子中含有一个硼原子和一个氟原子。它被发现是一种不稳定的气体，仅在2009年被发现是一种能与过渡金属键合的稳定配体，其键合方式类似于一氧化碳。与三氟化硼相比，它是一种低卤化物，因为它每个分子中所含的氟原子个数比正常情况要少。一氟化硼与一氧化碳以及氮气是等电子体。

## 结构

用于解释一氟化硼中成键模式的三个路易斯共振结构式

经过实验确认，B–F 键长为1.263 Å。还有一份报道中计算出该分子中两个原子间的键级约为1.4。

## 制备
一氟化硼可通过将三氟化硼气体在2000 °C高温下通过一根硼棒表面来制备。随后，它可以在液氮温度(−196 °C)下凝聚。

## 反应
BF可以与其自身反应，形成一些含有10至14个硼原子的硼-氟聚合物。BF还可以与BF3反应，生成B2F4。BF还可与B2F4进一步反应，生成B3F5。B3F5在高于−50 °C时是不稳定的，并且会形成B8F12，一种黄色油状物质。

## 配体
在2009年，第一个以BF作为稳定配体的过渡金属的实例被发现了。这一化合物的化学式为(C5H5)2Ru2(CO)4(μ-BF)，其中BF是一个与两个钌原子都键合的桥基配体。
维多维奇和阿尔德里奇将NaRu(CO)2(C5H5)与(Et2O)·BF3进行反应，生成了这一化合物。值得注意的是，作为桥基的BF与其说是添加上去的，不如说是恰好生成于合适的位置上。
在1968年的早些时候，K.肯普法，H.诺夫，W.佩兹和G.斯契米德声称在B2F4和Fe(CO)5的反应中生成了Fe(BF)(CO)4。然而尚未有人能重现这一结果。